# Conura magdelenensis
Conura magdelenensis är en stekelart som beskrevs av Gérard Delvare 1993. Conura magdelenensis ingår i släktet Conura och familjen bredlårsteklar.
Artens utbredningsområde är Colombia. Inga underarter finns listade i Catalogue of Life.